# 스티븐 게리 블랭크

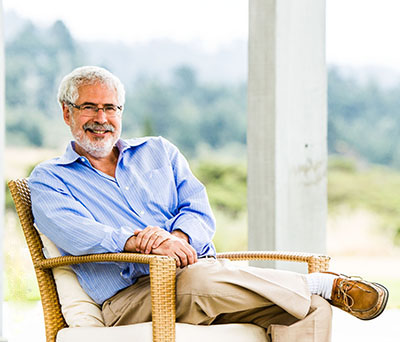

스티븐 게리 블랭크는 콜롬비아 대학 교수이자 고객 개발 방법론을 창시자이다. 그의 고객 개발론은 에릭 리스에게 영감을 주어 린스타트업의 기반이 되었다. 스티브 게리 블랭크는 그의 저서 "깨달음에 이르는 4단계"(The Four Steps to the Epiphany)와 "기업 창업가 매뉴얼"(The Startup Owner's Manual)에서 고객 개발에 4단계를 설명하고 있다.
그는 스탠포드 대학, UC 버클리 하스 경영대학, 콜롬비아 대학에서 고객 개발과 기업가 정신을 가르치고 있다. 고객 개발 과정은 2011년 실습형 수업인 린 런치패드를 통해 비즈니스 모델 디자인과 고객 개발을 통합하여 빠르고 실질적인 고객 상호작용 및 반복적인 비즈니스 모델 개발 실습을 수행한다. 2011년 미국 국립 과학 재단의 지원을 받아 최고의 과학자들과 엔지니어를 훈련시키는 아이 군단용 훈련에서 적용하고 있다.
그의 고객 개발 방법론은 기존의 경영학은 더 이상 스타트업에게 유용하지 않으며, 빠르게 성장하는 스타트업을 위한 새로운 경영학을 제시한다. 고객 개발은 4단계로 이루어지며, 고객 발굴(customer discovery), 고객 검증(customer validation), 고객 창출(customer creation), 회사 설립(company building)으로 이루어진다.
고객 발굴 단계는 창업가의 비전으로 기업에 대한 비즈니스 모델의 가설을 세우고, 가설 검증을 위한 실험을 설계하는 단계이다. 창업가는 비즈니스 모델 가설을 위해 비즈니스 모델 캔버스 또는 린 캔버스와 같은 1페이지 비즈니스 모델링 도구를 사용한다. 설계된 비즈니스 모델 가설을 토대로 창업가는 현장으로 나가서(get out of the building) 실제 고객을 만나 고객의 문제를 제대로 이해하고 이를 해결할 만한 방법을 충분히 제공하는지 가설을 검증해야 한다. 이를 토대로 얻은 정보를 기반으로 가설을 수정한다. 고객 발굴 단계는 고객 문제 해결을 위한 충분한 시장과 가설 검증에 대한 일치를 확인한다.
고객 검증 단계는 고객 검증 단계로부터 충분히 검토된 비즈니스 모델을 기반으로 수익성 가능한 비즈니스 여부를 확인하는 단계이다. 고객의 수가 증가함에 따라 고객 모집, 수익, 채널, 기능 개선 등 다양한 방법으로 비즈니스 성장 여부를 확인한다. 또한 마케팅과 세일즈 로드맵을 개발하여 시장 확장을 위한 가능성을 검증한다.
고객 창출 단계는 검증 단계에서 확보된 고객으로부터 배운 방법을 통해 마케팅 비용과 자금 지출을 통해 추가적인 고객을 창출을 이루어 내는 단계이다. 경쟁자가 명확한 기존 시장, 새로운 신규 시장, 기존 시장의 기회를 포착하여 진입하는 재분류 시장(틈새 시장, 저가 시장 등), 미국과 같은 해외 시장에서의 기회를 자국에 맞게 들여오는 복제 시장에 따라 전략과 기회를 창출한다.
회사 설립 단계는 고객 발굴, 검증, 창출 단계를 통해 찾은 반복과 확장 가능한 비즈니스 모델로부터 임시 조직인 스타트업이 기업으로 탈바꿈하는 단계이다. 이 시기에 스타트업은 기존의 고객 개발, 제품 개발과 같은 임시 조직에서 기획, 연구, 개발, 마케팅, 세일즈 등 기존 회사와 같은 공식적인 조직을 갖추어 나가는 단계이다. 이때 기업은 각 부분의 책임자를 찾고 체계적인 사업 확장을 위한 진행을 하게 된다.